# Brăești (Buzău)
Brăeşti è un comune della Romania di 2 491 abitanti, ubicato nel distretto di Buzău, nella regione storica della Muntenia.
Il comune è formato dall'unione di 7 villaggi: Brăești, Brătilești, Goidești, Ivănețu, Pîrscovelu, Pinu, Ruginoasa.
Nel villaggio di Pinu si trovano le rovine del Monastero di Pinu, fatto costruire tra il 1647 e il 1648 da Matei Basarab, abbandonato nel 1860 ed andato presto in rovina.